# Tomasz Ganicz
Tomasz Ganicz, ps. „Polimerek” (ur. 27 sierpnia 1966 w Łodzi) – polski chemik, nauczyciel akademicki, doktor habilitowany nauk chemicznych i profesor nadzwyczajny Wojskowej Akademii Technicznej w Warszawie. Prezes stowarzyszenia Wikimedia Polska w latach 2007–2018.

## Życiorys
Od urodzenia związany jest z Łodzią. Absolwent chemii na Politechnice Łódzkiej (1991). Odbywał staże naukowe w Wielkiej Brytanii, Francji i Niemczech. Stopień naukowy doktora uzyskał w 1996 na podstawie rozprawy pt. Ciekłokrystaliczne polikarbosilany (promotor: Włodzimierz Stańczyk), zaś w 2007 stopień doktora habilitowanego. W 2007 kierował projektem badawczym pt. Ciekłe kryształy na bazie siloksanowych żywic QMH.
Pracował w Centrum Badań Molekularnych i Makromolekularnych Polskiej Akademii Nauk. Zatrudniony w Centrum Papiernictwa i Poligrafii Politechniki Łódzkiej.
W latach 2007–2018 pełnił funkcję prezesa stowarzyszenia Wikimedia Polska. Jest jednym z członków założycieli tego stowarzyszenia. Pełnił także funkcję przewodniczącego prezydium Koalicji Otwartej Edukacji. Należy do partii Razem. W 2018 znalazł się na liście jej kandydatów do sejmiku województwa łódzkiego, a w 2019 na liście koalicji Lewica Razem do Parlamentu Europejskiego.